# هيرمان مارس
هيرمان مارس (بالإنجليزية: Herman March)‏ (و. 1878 – 1953 م) هو رياضياتي، وفيزيائي من الولايات المتحدة الأمريكية .